# Ramón López Vázquez
Ramón María López Vázquez   (Redondela, Pontevedra, 29 de septiembre de 1807 - s. d. 1868 pos.) fue un jurista y político español durante el reinado de Isabel II.  

## Biografía
Accedió a la carrera judicial, ocupando diversos destinos. Fue magistrado en las Audiencias de Valladolid (1836) y Oviedo (1838). En 1852, cuando se encontraba en el Tribunal de Cuentas, fue nombrado miembro del Tribunal Supremo, cesando en 1854 y reincorporándose en el alto tribunal dos años más tarde. En 1857 alcanzó la presidencia de una sala y el 30 de septiembre de 1864 fue nombrado presidente del órgano. Se retiró voluntariamente el 13 de octubre de 1868, pocas semanas después de producirse la Revolución de 1868.
Entre 1837 y 1851 fue diputado por la provincia de Pontevedra y entre 1861 y 1862 fue senador.
| Predecesor: Lorenzo Arrazola García | Presidente del Tribunal Supremo 1864-1868 | Sucesor: Joaquín Aguirre de la Peña |